# جودیت دورهام
جودیت دورهام (انگلیسی: Judith Durham; ۳ ژوئیهٔ ۱۹۴۳ – ۵ اوت ۲۰۲۲) خواننده، نوازنده پیانو، و خوانندهٔ مؤلف اهل استرالیا و یکی از پیش‌گامان موسیقی فولک معاصر در آن کشور بود. وی بین سال‌های ۱۹۶۱ تا ۲۰۲۲ میلادی فعالیت می‌کرد.